# سفید امضا
سند سفید امضا: (به انگلیسی: blank signed paper) یا (به انگلیسی: document signed in blank)جرم مقید است.

## اسناد سفید امضا از نظر حقوق ایران
حسب ظاهر تعریف سند مبنی بر اینکه سند نوشته‌ای است که ممضی به امضاء یا ممهور به مهر یا منقوش به اثر انگشت متعهد باشد، باید گفت سفید امضاء، سند محسوب نمی‌شود ولی با توجه به عرف قضائی و با توجه به مفاد مواد قانون مدنی در قسمت اسناد و نیز ماده ۱۰ قانون مذکور
، مفاد ماده ۶۷۳ قانون مجازات اسلامی، قانون صدور چک و رویه قضایی می‌توان گفت؛ سفید امضاء در حقوق ایران پذیرفته شده‌است. با این توصیف هرگاه کسی متن سفیدی را امضاء کرد و به دیگری سپرد تا آن را تکمیل و استفاده نماید در حقیقت به دارنده اختیار و وکالت داده تا متن مذکور را تکمیل و استفاده نماید.
با این وصف صدور سند به صورت سفید امضاء فقط در حدودی که صاحب امضاء به تحویل گیرنده سفید امضاء اذن و تجویز در تنظیم نموده الزام‌آور است؛ بنابراین می‌توان گفت اصل بر این است که نوشته مذکور معتبر است مگر اینکه امضاء کننده مدعی سوء استفاده از آن شود در اینصورت اثبات ادعا با مدعی است و در صورت اثبات، سند مذکور فاقد ارزش حقوقی خواهد بود.

## سوء استفاده از سفید امضا
طبق ماده ۶۷۳ قانون مجازات اسلامی
سوء استفاده از سفید امضاء ممنوع شده‌است مفهوم مخالف آن این است که در غیر از موارد سوء استفاده هر گونه استفاده دیگر از سفید امضاء از لحاظ حقوقی قابل پذیرش است.

## سفید امضا در روابط کارگر و کارفرما
برخی از کارفرمایان با گرفتن سفید امضا از کارگران این امکان را به خود می‌دهند که علاوه بر بیمه نکردن آن‌ها هر زمان که خواستند آنان را اخراج کنند. با توجه به فراوانی نیروی کار و هم‌خوانی نداشتن بین عرضه و تقاضای نیروی کار در کشور ایران بسیاری از مردم به دلیل تأمین حداقل نیازهای معیشتی خود و پیدا کردن شغل به دریافت حداقل حقوق بدون بیمه و مزایا نیز از کارفرمایان راضی هستند؛ و کارفرمایان هم با پرداخت حداقل هزینه و حقوق به کارگران و عدم استفاده از ماشین ابزارها می‌توانند تعداد افراد بیکار بیشتری را مشغول به کار نمایند. برخی از اظهار نظرات توسط کانون هماهنگی شورای اسلامی کار و جوامع کارگری و نمایندگان مجلس ایران حاکی از این است که باید قوانین محکم و نظارت‌های شدید و جامعی در خصوص وضعیت کارگران، بیمه و مزایای آنان صورت گیرد و با کارفرمایان برخورد جدی شود تا نتوانند در زمینه حق بیمه یا کاهش حقوق کارگر یا زمان پایان قرارداد یا اخراج از کار هیچ گونه توافقی با کارگر بنمایند و چنین خلاف‌هایی را مرتکب نشوند.

## اسناد رسمی و سفید امضا
اسناد سفید امضا که با عنوان «ثبت سفید» میان سردفترداران شناخته می‌شد، شیوه‌ای تمام‌قد ابتکاری بود که توسط برخی از سردفترداران فقط با هدف از دست ندادن مشتری و بالابردن آمار ثبت، که به دنبال آن دخلِ دفاتر ثبت سند پر و پیمان می‌شود، مورد استفاده قرار می‌گرفت.
در دفاتر اسناد رسمی ایران تنظیم اسناد سفید امضا ممنوع بوده ولی در برخی دفاتر با دخالت دلالان وسایط نقلیه برای معاملات وسایط نقلیه به‌طور گسترده‌ای انجام می‌گرفت. برخی از دفاتر، اسناد اتومبیل را با تبانی با فروشندگان و بنگاه‌های اتومبیل به صورت سفید امضا گذاشته و با این کار، حقوق دولتی را تضییع نموده و باعث رشد عجیب انتقال اسناد اتومبیل در دفترخانه خود می‌شدند.
ثبت سفید امضا توسط دفترخانه، هم جعل بود هم خلاف. روال کار این‌گونه بود که برگه‌های پرینت گرفته‌شده اسناد برای ثبتِ سند با سلام و صلوات به امضای دو طرف می‌رسید، امضای دفترخانه هم گرفته می‌شد؛ اما در عمل ثبتی در دفتر اصلی صورت نمی‌گرفت و این کار تنها با هدف از دست نرفتن ارباب رجوع و گرفتن هزینه ثبت اسناد رواج یافته بود.

## چکسفید امضا
نویسندهٔ چک باید همیشه مبلغ را در آن بنویسد، اما در صورتی‌که نوشتن این مبلغ فراموش شود یا چک بدون مبلغ، امضا گردد به آن چک سفید امضا می‌گویند. چنین چیزی می‌تواند بسیار خطرناک باشد زیرا محدودیتی برای مبلغی که ممکن است بعداً در چک نوشته شود، وجود ندارد. قانونگذار چک را وسیله پرداخت فوری و جایگزین پول قرار داده‌است تا در معاملات خصوصاً داد و ستدهای تجاری نقش تسریع و تسهیل‌کننده را ایفا نماید. از اینرو هر اقدام و عاملی که دستیابی به این هدف را با مشکل مواجه یا غیرممکن سازد منع شده‌است. از جمله این موارد صدور چک به صورت سفید امضاء است. به موجب ماده ۱۳ اصلاحی قانون صدور چک ۱۳۵۵، صدور چک سفید امضاء ممنوع اعلام شده و صادرکننده آن تحت شرایط مقرر قانونی قابل مجازات است.